# 洛杉矶快速公交
洛杉矶快速公交（英語：Metro Transitway，英文名曾用）是位于加州洛杉矶县的快速公交，在专用或共享使用的公交专用道上行使。该系统由洛杉矶郡都会运输局运营，运作方式类似地铁。

## 服务线路
| 线路名称           | 车站总数 | 起迄站                                                                      | 平日客流量* | 星期六客流量* | 星期天及节假日客流量* |
| ------------------ | -------- | --------------------------------------------------------------------------- | ----------- | ------------- | --------------------- |
| 洛杉矶快速公交橙线 | 18       | 北好莱坞（東） 華納中心（Warner Center Transit Hub）（西） 查茨沃思站（北）                          | 26,670      | 15,986        | 11,924                |
| 洛杉矶快速公交银线 | 11       | 艾爾蒙特站 （東） 海港海關公交樞紐（南，部份班次） 聖佩德羅（南，部份班次） | 11,419      | 4,218         | 2,679                 |

*数据为2012年5月左右的客流量

## 线路
雖然這两條路線顯示在捷運路線圖上，並且各自擁有代表顏色，但都只是公車捷運線（BRT）而並非鐵路線。两條路線分列如下：
- 洛杉磯捷運橘線（2005年開始營運）連接聖費朗度谷的華納中心（Warner Center Transit Hub）和北好萊塢，於此站可轉乘捷運紅線。本線使用總長18公尺的聯結公車來營運，其路線為專用路權，但在各路口仍需遵守交通號誌。部分人士將其稱為「輪胎上的輕軌系統」。
- 洛杉磯捷運銀線（2009年開始營運）連接之前已有的路線。包含1974年開始營運的艾爾蒙地公車專用道（英语：El Monte Busway）路線，為高運量之通勤線路。連接東部的艾爾蒙特站和市中心聯合車站。全長21公里（13英里），部分路段於聖伯納迪諾公路的中央分隔帶上行駛；1998年開始營運的海港大眾運輸專用道（英语：Harbor Transitway）路線，連接市中心和聖伯多祿。全長18公里（11英里），部分路段於110號高速公路的中央分隔帶上行駛。